# Conseil départemental des Alpes-Maritimes
Le conseil départemental des Alpes-Maritimes est l'assemblée délibérante du département français des Alpes-Maritimes, collectivité territoriale décentralisée. Son siège se trouve à Nice.

## Le président
Depuis 1945, les présidents du conseil général puis du conseil départemental sont :
| Période                            | Période                      | Identité                     | Étiquette                    | Étiquette                    |
| Président du conseil général       | Président du conseil général | Président du conseil général | Président du conseil général | Président du conseil général |
| ---------------------------------- | ---------------------------- | ---------------------------- | ---------------------------- | ---------------------------- |
| 1945                               | 1947                         | Virgile Barel                |                              | PCF                          |
| 1947                               | 1951                         | André Botton                 |                              | SFIO                         |
| 1951                               | 1961                         | Jean Médecin                 |                              | RI                           |
| 1961                               | 1964                         | Francis Palmero              |                              | CG                           |
| 1964                               | 1967                         | Joseph Raybaud               |                              | DVC                          |
| 1967                               | 1973                         | Francis Palmero              |                              | CD                           |
| 1973                               | 1990                         | Jacques Médecin              |                              | CNIP                         |
| 1990                               | 2003                         | Charles Ginésy               |                              | RPR puis UMP                 |
| 2003                               | 2008                         | Christian Estrosi            |                              | UMP                          |
| 2008                               | 2015                         | Éric Ciotti                  |                              | UMP puis LR                  |
| Président du conseil départemental |                              |                              |                              |                              |
| 2015                               | 2017                         | Éric Ciotti                  |                              | LR                           |
| 2017                               | En cours                     | Charles Ange Ginésy          |                              | LR                           |

## Les vice-présidents
- Xavier Beck
- Anne Sattonnet
- David Lisnard
- Gaëlle Frontoni
- Auguste Verola
- Marie Benassayag
- Jérôme Viaud
- Michèle Paganin
- Patrick Cesari
- Valérie Sergi
- Bernard Chaix
- Joëlle Arini
- Jacques Gente
- Alexandra Martin
- David Konopnicki
- Carine Papy

## Les conseillers départementaux
Le conseil départemental des Alpes-Maritimes comprend 54 conseillers départementaux issus des 27 cantons des Alpes-Maritimes. La majorité absolue est historiquement à droite.
| Parti                                | Sigle | Sigle | Élus | Groupes                      |
| ------------------------------------ | ----- | ----- | ---- | ---------------------------- |
| Majorité (52 sièges)                 |       |       |      |                              |
| Les Républicains                     |       | LR    | 28   | Majorité départementale      |
| Divers droite                        |       | DVD   | 3    | Majorité départementale      |
| Union des droites pour la République |       | UDR   | 9    | Majorité départementale      |
| Union des démocrates et indépendants |       | UDI   | 1    | Majorité départementale      |
| Les Républicains                     |       | LR    | 3    | Rassemblement Républicain    |
| Renaissance                          |       | LREM  | 1    | Rassemblement Républicain    |
| Horizons                             |       | HOR   | 7    | Rassemblement Républicain    |
| Opposition (2 sièges)                |       |       |      |                              |
| Parti socialiste                     |       | PS    | 1    | Environnement et Solidarités |
| Europe Écologie Les Verts            |       | EÉLV  | 1    | Environnement et Solidarités |
| Président du Conseil départemental   |       |       |      |                              |
| Charles Ange Ginésy (LR)             |       |       |      |                              |

## Budget
En 2011, le budget primitif du département s'élève à 1,3 milliard d'euros dont 498 millions (38,3 %) sont consacrés à l'action sociale et 346 millions au fonctionnement (26,6 %). Les dépenses d'investissement atteignent un peu plus de 250 millions d'euros (19,2 %).
De 2003 à 2008, le conseil général a fait le choix de ne pas augmenter la fiscalité. Depuis 1999, celle-ci a en outre baissé de −12,6 %. Toutefois en 2009, une augmentation de 14,9 % des impôts a été votée.
Au cours des années 2000, le chômage a suivi une tendance à la baisse, de même que le nombre de bénéficiaires du revenu minimum d'insertion (−6 % en 2007)[réf. nécessaire].

### Budget d'investissement
L'évolution des dépenses d'investissements au cours des dernières années est la suivante : 
- en 2005 : 333,2 millions d'euros ;
- en 2006 : 400 millions d'euros ;
- en 2007 : 402,5 millions d'euros ; en 2007, avec 450 euros par habitant, le conseil général des Alpes-Maritimes est le premier de France en termes d'investissement par habitant ;
- en 2008 : 420 millions d'euros[3] ;
- en 2009 : 400 millions d'euros[3] ;
- en 2011 : 250 millions d'euros (hors dette)[1].

| Domaine d'investissement                                          | Part dans le budget d'investissement |
| ----------------------------------------------------------------- | ------------------------------------ |
| Routes                                                            | 27,6 %                               |
| Aide aux communes                                                 | 21,1 %                               |
| Collèges, gymnases                                                | 15,7 %                               |
| Logement, transports et déplacements                              | 11,0 %                               |
| Enseignement supérieur                                            | 10,5 %                               |
| Fonctionnement de l'administration (action sociale...)            | 8,0 %                                |
| Sécurité, ports, économie, développement durable et environnement | 6,0 %                                |

## Identité visuelle

Logo des Alpes-Maritimes (conseil général) de 1997 à 2015
Logo des Alpes-Maritimes (conseil départemental) depuis 2015